# Ph.D. (álbum)
Ph.D. é o álbum de estreia da banda britânica de pop rock Ph.D, lançado em 1981.

## Faixas
Todas as faixas escritas por Jim Diamond e Tony Hymas
1. Little Suzi's on the Up - 2:56
2. War Years - 3:19
3. Oh Maria - 2:48
4. Oo Sha Sha - 3:29
5. I Won't Let You Down - 4:21
6. There's No Answer to It - 3:15
7. Poor City - 3:33
8. Up Down - 4:07
9. Hollywood Signs - 3:23
10. Radio to On - 3:32

## Tabelas

### Tabelas semanais
| Tabela (1982)                 | Posição |
| ----------------------------- | ------- |
| Alemanha (Top 100 Albums)     | 52      |
| Países Baixos (Album Top 100) | 6       |